# Constantin Cantemir

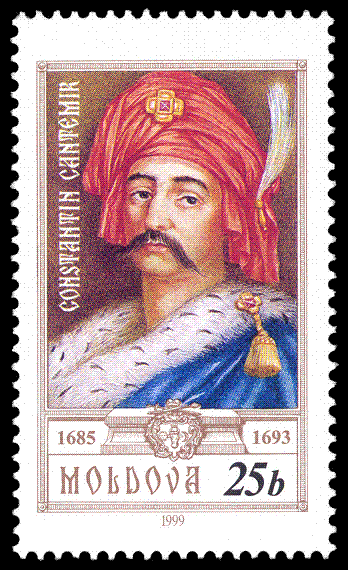
Imaginea lui Constantin Cantemir pe o marcă poștală din Republica Moldova

Constantin Cantemir (n. 8 noiembrie 1612, Silișteni, România – d. 13 martie 1693, Iași, Moldova) a fost Domnul Moldovei (25 iunie 1685 – 13 martie 1693). A fost tatăl lui Antioh Cantemir și Dimitrie Cantemir.

## Biografie
Cantemireștii, conform chiar opiniei lui Dimitrie Cantemir, erau „coborâtori din vechiul neam al Cantemireștilor... de la Crâm”. Această idee este preluată de Alexandru D. Xenopol: „Cantemireștii sunt de origine tătari, după cum arată chiar numele lor: Han Temir”. „Kan” și „temir” în limbile turcice, inclusiv în tătară, înseamnă „sânge”, respectiv „fier”. Conform acestei opinii, Teodor este primul reprezentant al familiei, care în timpul domniei lui Ștefan cel Mare ar fi trecut în serviciul Țării Moldovei, fiind miluit de către domn cu o slujbă și moșii în sudul țării. Ulterior, după ce tătarii cuceresc pământurile respective, Teodor primește trei sate în ținutul Fălciu și administrarea ținutului Codru. Pretinsul privilegiu de danie al lui Ștefan cel Mare, dat lui Teodor Cantemir, înaintașul lui Dimitrie Cantemir din veacul al XV-lea, "publicat" în Descrierea Moldovei este de la prima vedere un fals, izvorât din pioase sentimente pentru strămoși. (Vezi referința 2 de la secțiunea Note)
Conform istoricului Nicolae Stoicescu, originea tătărească a Cantemirilor este o ipoteză fantezistă. Tatăl lui Constantin Cantemir a fost Teodor Cantemir, care a murit în anul 1627, în lupte cu tătarii. (Sever Zotta, Neamul Cantemireștilor, ref.4 în secțiunea Note).
Constantin C. Giurescu, probabil în baza informației preluată din I. Neculce, consideră că domnul „Constantin Cantemir era dintr-un neam modest de răzeși, din satul Silișteni, în județul Fălciului”. Ștefan S. Gorovei este de părere că C. Cantemir este născut într-o familie de boiernași din Țara de Jos, un strămoș al căreia, Pătru Silișteanu, este menționat încă în documentele de pe timpul lui Ștefan cel Mare.
Cariera militară i-a adus recunoașterea și respectul dușmanilor, boierilor locali, dar și al suzeranului. A deținut cu precădere mai multe dregătorii: “mai întâi vornic de Bârlad (1664-1668), apoi armaș (1668-1672), serdar (1672-1681) și mare clucer (1681-1684)” Rangul de mare clucer era o dregătorie mică ce nu da dreptul la șederea în divan. De la 1672 și până la urcarea pe scaun în 1685, el cumpără de la răzeși părți din nouă sate în ținutul Fălciu...Ajunge în cele din urmă, înainte de moarte, stăpân în unsprezece sate fălciene...ceea ce constituia o avere frumoasă. Moșiile urmau să treacă în stăpânirea fiului său mai mare, Antioh vodă. Cu toate că era fidel Porții, în domeniul politicii interne s-a manifestat contra domniilor fanariote. Faptul a fost unul din principalele argumente pentru Șerban Cantacuzino, domnul Țării Românești, de a-l susține pe Cantemir la domnie. Dar au existat și alte argumente. Cantemir era un bun militar și această calitate putea fi folosită de coaliția cruciată a creștinătății, dorită de Șerban Cantacuzino. De altfel era în vârstă și nu mai avea mult de trăit, dar prin intermediul lui, cu o reputație înaltă la Poartă, se putea scăpa de domniile fanariote.
Viitorul domn al Țării Moldovei s-a născut la 8 noiembrie 1612 în localitatea Silișteni. Rămânând fără părinți și cu moșiile pustiite de tătari, tânărul Cantemir se înrolează ca mercenar în armata polonă unde s-a aflat în serviciu la doi regi – Vladislav și Jan Cazimir „...A servit timp de șaptesprezece ani în armata polonă, ajungând „rotmistru”, sau căpitan de cavalerie”. S-a evidențiat în bătăliile cu suedezii. În Polonia a făcut cunoștință cu Langlois Franзois (gravor francez), care l-a găzduit pe Cantemir la Paris în perioada 1643 – ianuarie 1647.

## Domnie
A ajuns pe tronul Moldovei la vârsta de 73 de ani. Ca domn și-a luat numele de Constantin vodă. A fost ales de boierii mari ca domn pentru că întrunea toate calitățile cerute unui instrument docil al oligarhiei boierești: era bătrân, fără carte, fără avere și moșii, fără sprijin la rude de neam mare. Cronicarul Ion Neculce, în Letopisețul țării Moldovei, se exprimă astfel despre alegerea ca domn a lui Constantin vodă de către boieri: „Au socotit cu toții pre Constantin Cantemir cliuceriul, fiind om bătrân, ca de șaptedzăci de ani și om prost, mai de gios, că nice carte nu știa, socotind boierii că l-or purta pre cum le va fi voia lor. Și de va fi rău, încă nu va trăi mult, că era bătrân. Că alții mai de cinste și mai de neam nu priimia să fie domn." A fost viteaz, dar incult. A participat la luptele dintre polonezi, austrieci și turci, ducând o politică oportunistă. Era de partea turcilor, dar le comunica regelui polonez Jan Sobieski și austriecilor, planurile acestora. Dușman al partidei poloneze din Moldova, face marea greșeală de a-i ucide pe logofătul Miron Costin și pe fratele său hatmanul Velicico Costin, bănuiți că au participat la un complot împotriva domnului. Marele cronicar Miron Costin nici nu a mai avut posibilitatea să-și dovedească nevinovăția în fața domnului: luat din satul său Bărboși (jud. Neamț), în drum spre Iași a fost executat la Roman (1691). Fiindu-i în primejdie tronul, din cauza intrigilor lui Constantin Brâncoveanu al Țării Românești, se decide să susțină politica turcească. Se îngrijește să dea o educație bună fiilor săi Antioh Cantemir și Dimitrie Cantemir. Acesta din urmă a scris chiar o carte apologetică în limba latină „Vita Constantini Cantemyri”, de fapt o tentativă de a explica decizia de a-l ucide pe cărturarul Miron Costin.
Petre P. Panaitescu arăta că „În împrejurările specifice în care a scris Dimitrie Cantemir viața tatălui său, el nu putea face operă de cronicar obiectiv, chiar sentimentele firești ale unui fiu față de părintele său îl sileau să înfrumusețeze, să înnobileze figura morală a lui Constantin Vodă”. 
În timpul domniei lui, Moldova a suferit o invazie a tătarilor și polonezilor, dar și biruri grele. Despre el, cronicarul Ioan Neculce scrie astfel: „Carte nu știè, ce numai iscălitura învățasă de o făcè. Practică bună avè la voroavă, era sănătos, mânca bine și bè bine".
Biografia lui Constantin Cantemir, scrisă de fiul său Dimitrie în limba latină, Vita Constantini Cantemyrii, apare în traducerea românească a lui Nicolae Iorga în anul 1924 La sfârșitul acestei scrieri, N.Iorga prezintă un citat din cronica atribuită lui Nicolae Costin, care descrie moartea lui Constantin Cantemir: 
„Iară când au fost veleatul 7201 (1693) în luna Martie în 17 zile, au murit și Cantemir-vodă, după ce au domnit opt ani, fără trei luni, și l-au astrucat cu mare cinste în biserica cea domnească a lui Ștefan- vodă cel bun, unde este hramul Sfântului Nicolae, în gropnița ce și-au făcut Antonie vodă...Iară, dacă au venit la Domnie fiul său Antioh-vodă, mutatu-i-au oasele la a lor sfântă mănăstire ce-i făcută de Cantemir-vodă, pre anume Mira, ce este pe apa Milcovului, la ținutul Putnei." Mănăstirea Mira (astăzi localitatea se numește Mera) (Putna) a avut drept ctitori pe Moțoc și soția Ursa (din secolul al XVI-lea), iar în refacere, pe Constantin Cantemir și fiul său Antioh. Pictura murală din biserica Mera îl înfățișează pe Constantin Cantemir înconjurat de copiii săi.

## Familie
Constantin Cantemir a avut trei soții:
- Anastasia Cantemir (n.Ghika; 1605-1645), fiica lui Gheorghe Ghica
- Maria Cantemir, cu care a avut o fiică, Ruxandra Bogdan (Cantemir),
- Anița Cantemir (n. Bantăș), nepoata după mamă a Doamnei Anastasia Duca, soția lui Gheorghe Duca în anul 1668 (după Sever Zotta[11]) sau în 1670 (după P. P .Panaitescu, op.cit), cu care a avut trei copii, Antioh Cantemir, Dimitrie Cantemir, și Safta Cantemir (căsătorită Racoviță).